# Mars 4
Mars 4 (Марс 4) byla sovětská sonda k planetě Mars z roku 1973. Byla označena v katalogu COSPAR jako 1973-047A. Mise se nezdařila.

## Cíl mise
Vytvořit družici planety Mars a následovat tak úspěšnou misi USA s družicí Mariner 9.

## Konstrukce sondy
Oproti předchozím sondám z programu Mars tuto vyprojektoval a postavil strojírenský závod S. A. Lavočkina. Hmotnost byla 3440 kg. Byla tříose orientovaná meziplanetární sonda typu M-73S (3MS, výr. č. 52S). Při rozevřených slunečních panelech dosahovala šíře 5,9 metru s průměrem základny 2 metry. Ve spodní části byl usazen motor a palivové nádrže. Vně sondy byla rozmístěna série antén. Sonda byla vybavena snímkovacími kamerami a řadou vědeckých přístrojů, např. několika fotometry či řadou snímacích čidel. Řada přístrojů byla určena pro práci na orbitě planety.

## Průběh letu
Odstartovala večer dne 21. července 1973 z kosmodromu Bajkonur s pomocí rakety Proton K/D. Nejdříve se dostala na tzv. parkovací, tedy oběžnou dráhu Země, odkud po zapálení posledního stupně nosné rakety odletěla směrem k Marsu.
Po pěti dnech letu po pokynu z řídícího střediska byla provedena korekce dráhy. Během dalšího letu se však u sondy, plánované družice, projevila výrobní chyba u počítače. To mělo za následek, že nebyl nastartován 10. února 1974 ve výši 2200 km brzdicí motor, takže sonda Mars minula ve výšce 1844 km a dostala se na oběžnou dráhu Slunce. Malým úspěchem bylo, že sonda při průletu pořídila 12 fotografií a v měření pokračovala i mimo Mars. Po čase bylo se sondou ztraceno spojení, není nijak sledována.